# Mudrooroo
Colin Thomas Johnson (21 de agosto de 1938 – 20 de enero de 2019), más conocido por su seudónimo Mudrooroo, fue un novelista, poeta, ensayista y dramaturgo australiano. Ha sido descrito como una de las figuras literarias más enigmáticas de Australia y sus muchos trabajos están centrados en personajes aborígenes australianos y temas aborígenes.
También es conocido como Mudrooroo Narogin y Mudrooroo Nyoongah. Narogin por la transcripción aborigen de su sitio de nacimiento, y Nyoongah por el nombre de la tribu de la que afirmaba descender. Mudrooroo significa árbol de corteza de papel en Bibbulmun, el grupo lingüístico hablado por los Noongar.

## Biografía
Nacido como Colin Johnson, Mudrooroo fue separado de su madre (su padre murió antes de que naciera) poco antes de cumplir nueve años. Después de pasar siete años en el Colegio Aborigel Clontarf, fue expulsado de la institución a la edad de dieciséis. Se dedicó a robar y pasó dos temporadas en la prisión de Fremantle, donde empezó a escribir literatura.
Después de salir de prisión, viajó a la India y a Londres antes de establecerse en Melbourne. Su primera novela, Wild Cat Falling (Los sueños del gato salvaje, publicada por primera vez en castellano por Selva Canela en 2021), una historia de crecimiento que acontece en Australia Occidental, se convirtió en un bestseller cuando fue publicada en 1965.
Luego, pasó períodos viviendo en la India y en Estados Unidos, donde terminó su novela Long Live Sandwara (publicada en 1979), sobre Jandamarra, héroe de la resistencia Bunuba. Después de regresar a Australia, tomó el nombre de Mudrooroo. Junto a Jack Davis, fundaron la Asociación Nacional Aborigen e Isleña de escritores, literatura oral y dramaturgos. Encabezó también el Departamento de Estudios Aborígenes en la Universidad Murdoch de Perth.
Luego de la controversia de 1996 alrededor de su identidad aborigen, Mudrooroo pasó 15 años viviendo en la India y Nepal, donde se casó y tuvo un hijo. En 2011, regresó con su familia a Australia, donde publicó, en 2017, Balga Boy Jackson y comenzó a trabajar en una autobiografía, que no finalizó.

## Obras
- Wild Cat Falling (Sydney: Angus & Robertson, 1965; Harmondsworth, U.K.: Penguin, 1966)
- Long Live Sandawara (Melbourne: Quartet Books, 1979)
- Before the Invasion: Aboriginal Life to 1788, by Mudrooroo, Colin Bourke, and Isobel White (Melbourne &London: Oxford University Press, 1980; Melbourne & New York: Oxford University Press, 1980);
- Doctor Wooreddy's Prescription for Enduring the Ending of the World (Melbourne: Hyland House, 1983 and New York: Ballantine, 1983)
- The Song Circle of Jacky: And Selected Poems (Melbourne: Hyland House, 1986)
- Dalwurra: The Black Bittern, A Poem Cycle, edited by Veronica Brady and Susan Miller (Nedlands: Centre for Studies in Australian Literature, University of Western Australia, 1988)
- Doin Wildcat: A Novel Koori Script As Constructed by Mudrooroo (Melbourne: Hyland House, 1988)
- Writing from the Fringe: A Study of Modern Aboriginal Literature in Australia (South Yarra, Vic.: Hyland House, 1990)
- Master of the Ghost Dreaming: A Novel (Sydney: Angus & Robertson, 1991)
- The Garden of Gethsemane: Poems from the Lost Decade (South Yarra, Vic.: Hyland House, 1991)
- Wildcat Screaming: A Novel (Pymble, N.S.W.: Angus & Robertson, 1992)
- The Kwinkan (Pymble, N.S.W.: Angus & Robertson 1993)
- Aboriginal Mythology: An A-Z Spanning the History of the Australian Aboriginal Peoples from the Earliest Legends to the Present Day (London: Aquarian, 1994)
- Us Mob: History, Culture, Struggle: An Introduction to Indigenous Australia. (Sydney & London: Angus & Robertson, 1995)
- Pacific Highway Boo-Blooz: Country Poems (St. Lucia: University of Queensland Press, 1996)
- The Indigenous Literature of Australia: Milli Milli Wangka (South Melbourne, Vic.: Hyland House, 1997)
- The Undying (Pymble, N.S.W.: Angus & Robertson, 1998)
- Underground (Pymble, N.S.W.: Angus & Robertson, 1999)
- The Promised Land (Pymble, N.S.W.. Angus & Robertson, 2000)
- Edition: Wild Cat Falling, Imprint Classics edition, introduction by Stephen Muecke (Pymble, N.S.W.: Angus & Robertson, 1992)

### Editoriales y ensayos
- Struggling, a novella, in Paperbark: A Collection of Black Australian Writings, edited by J. Davis, S. Muecke, Mudrooroo, and A. Shoemaker (Universityof Queensland Press, 1990), pp. 199–290
- The Mudrooroo/Müller Project: A Theatrical Casebook, edited by Gerhard Fischer, Paul Behrendt, and Brian Syron—comprises The Aboriginal Protestors Confront
- The Declaration of the Australian Republic on 26 de enero de 2001 with the Production of The Commission by Heiner Müller (Sydney: New South Wales University Press, 1993)
- Tell Them You're Indian, An Afterword, in Race Matters: Indigenous Australians and "Our" Society, ed. By Gillian Cowlishaw & Barry Morris (Canberra: Aboriginal Studies P, 1997)